# عجوقة خطية الأوراق
عجوقة خطية الأوراق (الاسم العلمي:Ajuga linearifolia) هي نوع من النباتات تتبع جنس العجوقة من الفصيلة الشفوية.